# FIBA EuroCup Challenge
Eurocupa Challenge a fost a patra cea mai puternică competiție de baschet masculin din Europa.A fost organizată de FIBA Europa. Cu toate acestea, a fost competiția europeană de baschet de nivel al treilea pentru cluburi în sezonul 2002–03. 
Competiția a fost fondată în 2003, în urma unui conflict între FIBA Europe și ULEB în timpul sezonului 2001–02, ca o încercare a FIBA de a-și extinde turneul secundar desfășurat în sezonul precedent, FIBA Europe Regional Challenge Cup, prin fuzionarea acesteia cu FIBA Europe Champions Cup.
Finaliștii fiecărui sezon au fost promovați la competiția de nivel FIBA EuroChallenge, mai prestigioasă din sezonul următor, nivelul 3. Competiția a încetat în cele din urmă în 2007.

## Istorie
În 2002, FIBA Europe și-a desființat cele două turnee principale de club, FIBA Saporta Cup și FIBA Korac Cup și a invitat echipele europene să se alăture celor două competiții nou formate, FIBA Europe Champions Cup și FIBA Europe Regional Challenge Cup, care ar funcționa ca turnee premium și, respectiv, de nivel secundar ale FIBA, într-o încercare de a concura împotriva nou-formatei EuroLeague, condusă deja de ULEB din 2001.
Cu toate acestea, reînviată Cupa Campionilor nu a devenit niciodată un adevărat rival al ULEB Euroliga, iar FIBA a decis, prin urmare, că o organizație paneuropeană competiția, pe lângă competiția regională din sezonul precedent, va fi organizată pentru sezonul 2003–04. FIBA Europe League a fost lansată în 2003, ca competiție de top, iar FIBA Europe Champions Cup a fuzionat în cele din urmă cu FIBA turneu de nivel al doilea, FIBA Europe Regional Challenge Cup, pentru a forma „FIBA Europe Cup, care a funcționat în schimb ca FIBA Turneul din Europa al doilea nivel și al patrulea nivel general pe piramida europeană.
Competiția s-a jucat în sezoanele 2002–03 până în 2006–07. A fost cunoscut sub numele de „FIBA Europe Championship Cup” / „FIBA Europe Regional Challenge Cup” (2002–03), „FIBA Europe Cup” (2003–05), și „FIBA EuroCup Challenge” (2005–07).
În general, în aceste cinci sezoane, mai multe cluburi europene istorice au jucat în competiție, cum ar fi ASK Riga, Fenerbahçe, Split, Khimki Moscova Region, EKA AEL, Bayer Giants Leverkusen, Azovmash Mariupol, PAOK Salonic, Hapoel Jerusalem, Rytas, Ventspils, Ural Great Perm, Belenenses, Academic, UNICS Kazan, Prokom, Dinamo București,  Benetton Fribourg etc.

### Numele competiției
- FiBA Europe Champions Cup / FIBA Europe Regional Challenge Cup: (2002–2003)[2][4][5][6]
- FIBA Europe Cup: (2003–2005)
- FIBA EuroCup Challenge: (2005–2007)

## Finale
| An              | Campion           | Campion           | Scor                   | Locul 2            | Locul 2            | Locul 3               | Locul 3               | Locul 4              | Locul 4               |
| --------------- | ----------------- | ----------------- | ---------------------- | ------------------ | ------------------ | --------------------- | --------------------- | -------------------- | --------------------- |
| 2002–03 (FECC)  | Aris Thessaloniki | Aris Thessaloniki | 84 – 83                | Prokom Trefl Sopot | Prokom Trefl Sopot | Ventspils             | Ventspils             | Hemofarm             | Hemofarm              |
| 2002–03 (FERCC) | North             | Mariupol          | 88 – 61                | North              | Bayer Leverkusen   | North                 | Kaposvári             | North                | Khimik                |
| 2002–03 (FERCC) | South             | EKA AEL           | 92 – 82                | South              | Igokea             | South                 | West Petrom Arad      | South                | Pizza Express Apollon |
| 2003–04         | Mitteldeutscher   | Mitteldeutscher   | 84–68                  | SAOS Dijon         | SAOS Dijon         | Tuborg Pilsener       | Tuborg Pilsener       | Dynamo Moscow Region | Dynamo Moscow Region  |
| 2004–05         | Asesoft Ploiești  | Asesoft Ploiești  | 75–74                  | Lokomotiv Rostov   | Lokomotiv Rostov   | Dynamo Moscow Region  | Dynamo Moscow Region  | Bandırma Banvit      | Bandırma Banvit       |
| 2005–06         | Ural Great Perm   | Ural Great Perm   | 154–147 80–67 / 74–80  | Khimik             | Khimik             | Olympia Larissa       | Olympia Larissa       | Lappeenrannan NMKY   | Lappeenrannan NMKY    |
| 2006–07         | Samara            | Samara            | 184–166 83–85 / 101–81 | Keravnos           | Keravnos           | Pizza Express Apollon | Pizza Express Apollon | Dnipro               | Dnipro                |

## Titluri după club
| Loc   | Club               | Titluri | Vicecampion | Anii câștigători |
| ----- | ------------------ | ------- | ----------- | ---------------- |
| 1     | Aris Thessaloniki  | 1       | 0           | 2002–03 (A)      |
| 1     | Mariupol           | 1       | 0           | 2002–03 (B)      |
| 1     | EKA AEL Limassol   | 1       | 0           | 2002–03 (B)      |
| 1     | Mitteldeutscher    | 1       | 0           | 2003–04          |
| 1     | Asesoft Ploiești   | 1       | 0           | 2004–05          |
| 1     | Ural Great Perm    | 1       | 0           | 2005–06          |
| 1     | Samara             | 1       | 0           | 2006–07          |
| 6     | Bayer Leverkusen   | 0       | 1           |                  |
| 6     | Igokea             | 0       | 1           |                  |
| 6     | Prokom Trefl Sopot | 0       | 1           |                  |
| 6     | Dijon              | 0       | 1           |                  |
| 6     | Lokomotiv Kuban    | 0       | 1           |                  |
| 6     | Khimik             | 0       | 1           |                  |
| 6     | Keravnos           | 0       | 1           |                  |
| Total | Total              | 5       | 5           |                  |

## MVP-ul Finalei
| Sezon         | Jucător               | Poz.    | Club             |
| ------------- | --------------------- | ------- | ---------------- |
| 2002–03 (RCC) | Duane Woodward        | PG/SG   | EKA AEL          |
| 2003–04       | Marijonas Petravičius | PF/C    | Mitteldeutscher  |
| 2004–05       | Vladimir Kuzmanović   | SG      | Asesoft Ploiești |
| 2005–06       | Derrick Alston        | PF/C    | Ural Great Perm  |
| 2006–07       | Nikita Shabalkin      | SF / PF | Samara           |